# The Lost City of Z
Pour les articles homonymes, voir Lost City et Z.
Pour plus de détails, voir Fiche technique et Distribution.
The Lost City of Z est un film d'aventures historique américain écrit et réalisé par James Gray, sorti en 2016. Il s’agit de l'adaptation du récit La Cité perdue de Z de David Grann, lui-même inspiré des aventures de Percy Fawcett.
Le film suit Percy Fawcett qui est un major britannique reconnu et un mari aimant. En 1906, alors qu’il s’apprête à redevenir père, la Société géographique royale d'Angleterre lui propose de partir en Amazonie afin de cartographier les frontières entre le Brésil et la Bolivie. Sur place, l’homme se prend de passion pour l’exploration et découvre des traces de ce qu’il pense être une cité perdue très ancienne. De retour en Angleterre, Fawcett n’a de cesse de penser à cette mystérieuse civilisation, tiraillé entre son amour pour sa famille et sa soif d’exploration et de gloire.

## Synopsis
En 1906, Percy Fawcett (Charlie Hunnam) est major dans l'armée britannique. Marié à Nina Fawcett (Sienna Miller) et père de Jack, il souffre toutefois de l'image laissée par son père, alcoolique et joueur invétéré, et cherche donc à s'assurer la gloire pour laver l'honneur de sa famille. Une telle occasion se présente lorsque la Royal Geographical Society de Londres lui propose de se rendre en Amérique du Sud afin de cartographier la frontière entre le Brésil et la Bolivie. Fawcett, bien que conscient du sacrifice que représente l'éloignement de sa famille pendant plusieurs années, accepte la mission.
Fawcett fait alors la connaissance de son aide de camp, qui deviendra par la suite un de ses grands amis : Henry Costin (Robert Pattinson). Après avoir effectué quelques relevés géographiques, les deux militaires arrivent dans un village perdu au milieu de la jungle d'Amazonie, où ils rencontrent le soldat Manley et recrutent un guide indigène ainsi que plusieurs autres membres d'équipage pour les aider dans leur tâche.
Le voyage est rude. L'équipage est notamment attaqué par des indigènes, attaque au cours de laquelle deux membres d'équipage perdent la vie, l'un percé d'une flèche et l'autre dévoré par les piranhas. Le manque de vivres et la faim se font également sentir, manquant de provoquer une mutinerie. Cependant, en dépit de toutes ces difficultés, l'équipage remonte le Rio Verde et parvient jusqu'à sa source. Un courrier de Nina lui apprend la naissance de son second fils Brian. Alors qu'ils explorent les environs, Fawcett découvre des restes anciens de poterie ainsi que des symboles gravés dans la pierre et le bois. Il émet alors l'hypothèse qu'une ancienne civilisation a vécu en ces lieux.
Fawcett retourne en Angleterre où il retrouve Nina, qui lui présente Brian, bébé qu'elle tient dans ses bras. Jack ne reconnait pas son père et fait sa connaissance. Accueilli en héros par ses pairs de la Royal Geographical Society, il émet devant eux l'hypothèse d'une ancienne civilisation amazonienne, qu'il nomme Z, et qui pourrait très bien égaler les civilisations antiques occidentales. Il s'attire ainsi des quolibets et des critiques, néanmoins, l'un des membres de la société, James Murray (Angus MacFadyen), partage son enthousiasme et lui propose de mettre sur pied une nouvelle expédition. Fawcett et Costin acceptent avec plaisir de retourner en Amazonie, même si Fawcett et sa femme se disputent lorsque Nina manifeste l'envie de partir avec son époux.
Cependant, Murray, en dépit de son expérience acquise lors d'une expédition au Pôle Sud, a du mal à suivre le rythme de l'expédition de Fawcett. Lorsque cette dernière fait la rencontre d'une troupe d'indigènes, Murray refuse de suivre ses trois collègues, redoutant leur caractère anthropophage. Cependant, il n'arrive rien de fâcheux à Fawcett, Costin et Manley, qui cherchent à en savoir plus sur la réalité de la civilisation Z. Admiratif, Fawcett découvre que les tribus indigènes ont réussi à maîtriser et à cultiver les terres d'Amazonie, ce que les chercheurs européens pensaient impossible. L'expédition repart et découvre un Murray blessé. Délirant et atteint de septicémie, Murray est en danger de mort. Costin et Manley suggèrent de l'abandonner, arguant qu'il retarde le reste de l'expédition et la met donc en danger. Fawcett refuse et préfère donner à Murray le dernier cheval et des vivres afin qu'il gagne un village de mineurs et rentre en Angleterre, conscient toutefois que Murray risque fortement de mourir avant.
Une surprise désagréable les attend néanmoins après le départ de Murray. Ce dernier a en effet saboté les vivres restants de l'expédition, qui n'ont plus qu'une semaine de rations. Fawcett, dépité, doit se résoudre à abandonner l'expédition et à rentrer en Angleterre, et ce d'autant plus que la guerre menace d'éclater après l'assassinat de l'archiduc François-Ferdinand. L'explorateur regagne alors le Devon, où vit sa famille. Il doit y répondre aux accusations de Murray, qui affirme que Fawcett a voulu l'abandonner en pleine jungle. Outré par ses mensonges, Fawcett décide de démissionner de la Royal Geographical Society. Il apprend que tous les officiers doivent se présenter au bureau militaire : la Première Guerre mondiale a éclaté et l'Angleterre s'implique dans le conflit. Fawcett doit alors faire face à l'animosité de son fils Jack (Tom Holland), lequel a bien grandi mais éprouve du ressentiment envers son père, qu'il n'a jamais réellement connu à cause de ses longues absences. Fawcett n'a cependant pas le choix et part sur le front.
Percy Fawcett se retrouve dans la Somme, en France, où le rejoignent Costin et Manley. Une voyante russe capturée par sa brigade lui dit que son destin se trouve en Amazonie, ce qui arrache une larme à Fawcett, toujours hanté par le désir d'exploration et de découverte de Z. Cependant, il reçoit l'ordre de prendre d'assaut les lignes allemandes. De nombreux soldats sont rapidement fauchés par les tirs de mitrailleuses. Du gaz de combat est diffusé. Costin a juste le temps d'enfiler son masque à gaz. Manley est abattu sous les yeux de Fawcett, qui inhale du gaz et s'écroule. Il est évacué et soigné dans un hôpital militaire. Il y reçoit la visite de sa famille. Nina lui présente sa fille Joan. Provisoirement aveugle, à cause des effets du dichlore, le médecin informe Fawcett qu'il devrait guérir, mais qu'il ne pourra vraisemblablement pas entreprendre un nouveau voyage en Amazonie. Sa promotion au grade de lieutenant-colonel ne le console guère, mais son malheur lui permet toutefois de se réconcilier avec son fils Jack.
Quelques années plus tard, Fawcett s'habitue tant bien que mal à une vie sédentaire. Il en profite pour se rapprocher de son fils Jack. Ce dernier, qui comprend et partage désormais la soif d'aventures de son père, lui propose de retourner en Amazonie pour trouver une bonne fois pour toutes cette fameuse cité de Z. Fawcett, bien qu'affirmant être trop vieux pour cela, ne met pas longtemps à accepter, de même que son épouse. Percy et Jack Fawcett entreprennent ainsi de lever des fonds pour financer cette expédition. Costin, cependant, refuse de se joindre à eux, préférant rester avec sa femme et son enfant. Avant de partir, la Royal Geographical Society remet à Percy Fawcett sa Médaille des Fondateurs, un insigne honneur. Fawcett dit au président de la société qu'il lui fera parvenir une petite boussole pour les informer qu'il a trouvé la cité de Z. Père et fils embarquent alors pour l'Amazonie.
Les débuts de l'expédition sont prometteurs, Percy étant fier des capacités et des comportements de son fils. Mieux équipé que les fois précédentes, Percy prend le temps de faire plusieurs photographies des villages indigènes qu'il visite. Percy et Jack progressent dans la jungle et touchent au but, mais ils sont toutefois repérés par une troupe d'indigènes. Ceux-ci leur semblant hostiles, ils décident de rebrousser chemin mais sont finalement capturés par une tribu rivale. La tribu prépare un rituel, Jack est terrifié à l'idée qu'ils vont probablement mourir, son père le rassure en lui disant que si c'est le cas, ils auront vécu une vie bien au-delà de ce que le commun des mortels peut imaginer.
Nina rencontre le président de la Royal Geographical Society. Ce dernier lui annonce que son époux et son fils n'ont pu être retrouvés en dépit de nombreuses tentatives. Nina dit avoir reçu la visite d'un Brésilien lui ayant rapporté avoir vu Percy et Jack vivant avec les Indiens. Pour preuve, l'individu en question lui a remis la boussole de Percy en lui disant de la remettre au président : cette même boussole qui devait indiquer que Percy Fawcett avait fini par trouver la cité perdue de Z.
Un texte explique que Percy et Jack Fawcett n'ont jamais été retrouvés, morts ou vifs. En revanche, des travaux scientifiques récents ont révélé l'existence d'un réseau développé de routes et de surfaces agraires (le site de Kuhikugu) non loin des zones identifiées par Fawcett comme pouvant accueillir la cité Z, confirmant de manière posthume les hypothèses de ce dernier.

## Fiche technique
Sauf indication contraire, les informations mentionnées dans cette section peuvent être confirmées par la base de données cinématographiques IMDb,  présente dans la section « Liens externes ».
- Titre original : The Lost City of Z
- Réalisation : James Gray
- Scénariste : James Gray, depuis le récit La Cité perdue de Z de David Grann
- Musique : Christopher Spelman
- Direction artistique : John Merry, Emilia Roux et Nóra Takács
- Décors : Jean-Vincent Puzos
- Costumes : Sonia Grande
- Photographie : Darius Khondji
- Montage : John Axelrad, Lee Haugen
- Production : Brad Pitt, Dede Gardner, Jeremy Kleiner, Anthony Katagas et Dale Armin Johnson
  - Production déléguée : Marc Butan, Julie B. May et Glenn Murray
- Sociétés de production : MICA Entertainment, MadRiver Pictures, Paramount Pictures et Plan B Entertainment
- Sociétés de distribution : Paramount Pictures (États-Unis), StudioCanal (France)
- Budget : 30 millions de dollars[réf. nécessaire]
- Pays d'origine :  États-Unis
- Langue originale : anglais
- Genre : aventure historique
- Durée : 140 minutes
- Dates de sortie[1] :
  - États-Unis : 15 octobre 2016 (festival du film de New York) : 21 avril 2017 (sortie nationale)
  - France : 15 mars 2017

## Distribution
- Charlie Hunnam (VF : Marc Arnaud) : Percy Fawcett
- Robert Pattinson (VF : Thomas Roditi) : Henry Costin
- Sienna Miller (VF : Céline Mauge) : Nina Fawcett
- Tom Holland (VF : Gabriel Bismuth-Bienaimé) : Jack Fawcett

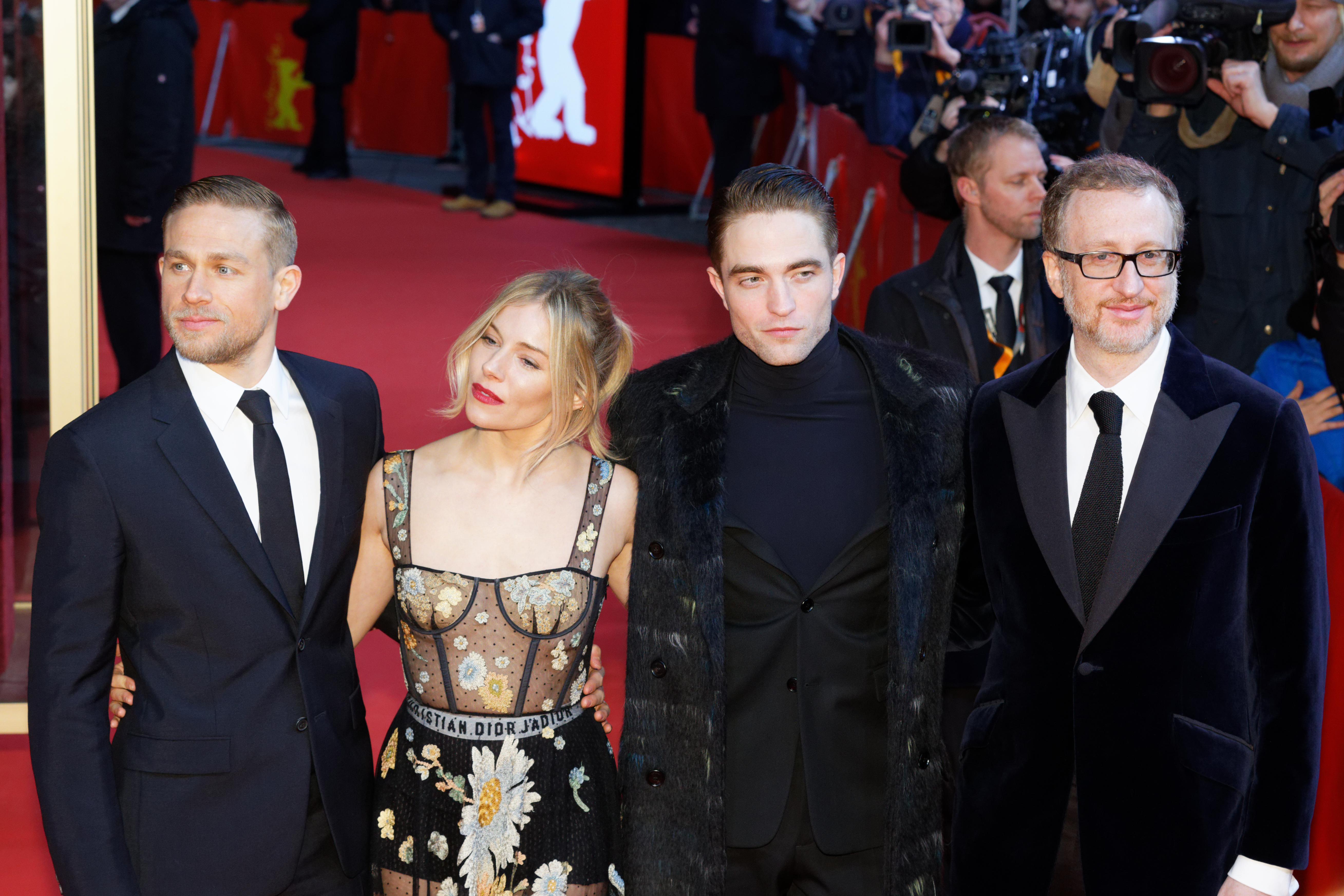
Hunnam, Miller, Pattinson et Gray à la première durant la Berlinale 2017.

  - Bobby Smalldridge : Jack Fawcett, à sept ans
  - Tom Mulheron : Jack Fawcett, enfant
- Angus Macfadyen (VF : Frédéric Souterelle) : James Murray
- Edward Ashley (VF : Nathanel Alimi) : Arthur Manley
- Nicholas Agnew : John Coundley
- Ian McDiarmid (VF : Georges Claisse) : Sir George Goldie
- Clive Francis (VF : Philippe Catoire) : Sir John Scott Keltie
- Matthew Sunderland : Dan
- Johann Myers : Willis
- Michael Jenn (VF : Thierry Garet) : Sidney Thornton
- Michael Ford-FitzGerald (VF : Sébastien Ossard) : Hunt Leader
- Elena Solovei : Madame Kumel
- Franco Nero : Baron de Gondoriz
- John Sackville : Simon Beauclerk
- Aleksandar Jovanovic (de) : Rudolf
- Adam Bellamy : Cecil Gosling
- Brian Murphy : l'archiduc Franz Ferdinand
- Harry Melling : William Barclay

## Production

### Genèse et développement
En février 2009, James Gray contacte Paramount Pictures et Plan B Entertainment pour adapter le roman La Cité perdue de Z de David Grann, tout juste paru aux États-Unis. Le projet sera cependant repoussé jusqu'en 2015. James Gray explique en interview que « c'est une production très compliquée et l'histoire est incroyable, mais c'est une histoire compliquée ».
Avant de se lancer dans la production du film, James Gray a écrit à Francis Ford Coppola, réalisateur d’Apocalypse Now (1979), pour lui demander des conseils pour un tournage dans la jungle. Ce dernier n'a répondu que par deux mots « Don't go » (« n'y allez pas »). Il avait reçu le même conseil de la part de Roger Corman au moment de se lancer dans Apocalypse Now

### Attribution des rôles
| |  |  |
| Les acteurs Charlie Hunnam (Percy Fawcett) et Robert Pattinson (Henry Costin) pour la conférence de presse du film à la Berlinale 2017. |  |  |

Initialement, Brad Pitt devait incarner Percy Fawcett, en plus d'être producteur du film via sa société Plan B Entertainment,. En novembre 2010, il abandonne finalement le rôle mais reste producteur. En septembre 2013, Benedict Cumberbatch obtient le rôle de Fawcett, alors que Robert Pattinson signe pour celui de Henry Costin,. En février 2015, Benedict Cumberbatch est cependant contraint de céder sa place en raison d'un conflit d'emploi du temps avec le tournage de Doctor Strange. Il est remplacé par Charlie Hunnam. Sienna Miller rejoint ensuite la distribution dans le rôle de Nina Fawcett,.

### Tournage
Le tournage débute le 19 août 2015 à Belfast en Irlande du Nord, où l'équipe demeure durant cinq semaines,. Des scènes sont notamment tournées à Strangford Lough, Ballintoy, Craigavon, au Methodist College Belfast, etc.
Le tournage se poursuit à Santa Marta en Colombie,.

### Musique
La musique du film est composée par Christopher Spelman. Il avait déjà collaboré avec James Gray notamment pour The Immigrant.
Liste des titres
1. The Lost City of Z - 0:59
2. The Hunt - 2:35
3. The First Goodbye - 2:33
4. Onto the River - 2:29
5. The Letter - 2:05
6. City of Gold - 7:39
7. Source of the Verde River - 5:40
8. The Grenedier's Welcome - 1:34
9. The Argument - 2:25
10. The Attack - 2:20
11. Crossing the River - 3:16
12. Delusions - 2:51
13. Homecoming - 1:48
14. Confrontation - 3:47
15. In the Hospital - 3:33
16. The Chase - 1:40
17. The Final Journey - 7:50

Par ailleurs, on peut entendre au cours du film de longs extraits du Sacre du Printemps d'Igor Stravinsky et de Daphnis et Chloé de Maurice Ravel.

## Accueil

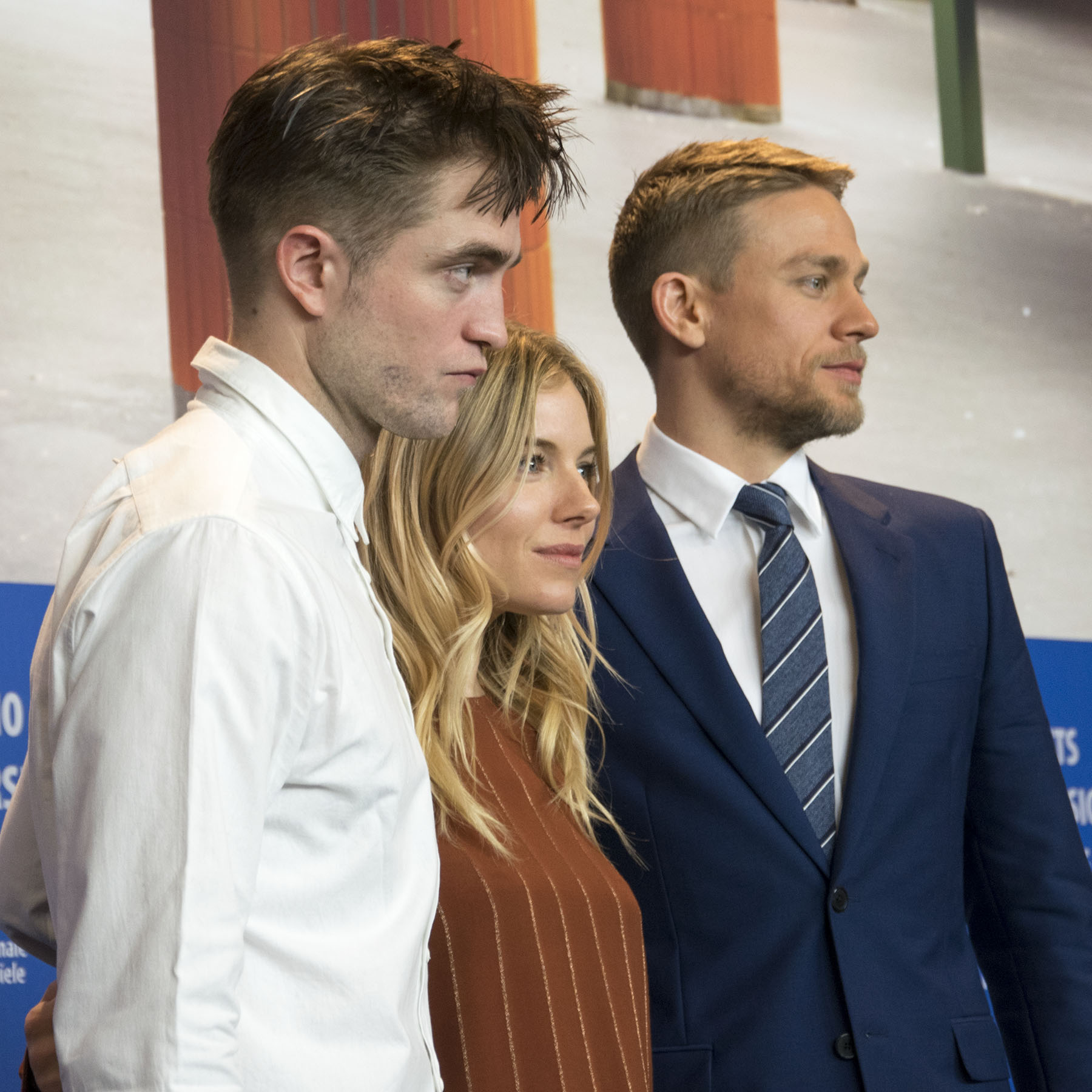
Robert Pattinson, Sienna Miller, Charlie Hunnam lors du Festival de Berlin en 2017.

### Festivals et sorties
Le film a clos le festival du film de New York en 2016. Il a été présenté dans la section Berlinale Speciale lors du 67e Festival de Berlin en 2017.

### Accueil critique
L'accueil critique est très positif : le site Allociné recense une moyenne des critiques presse de 4,5/5.
Pour Première, « le résultat est somptueux et passionnant ». Pour Le Nouvel Obs, il s’agit « sans doute » du « plus beau film » de James Gray. Libération, pour sa part, n’hésite pas à le qualifier de « splendeur ».
Selon Le Monde, sans passer à côté de la singularité du travail de Gray, The Lost City of Z s’inscrit dans la lignée de David Lean pour le goût de l’épopée, Stanley Kubrick pour la description de mécanismes abstraits qui meuvent les individus malgré eux, Luchino Visconti pour cette intelligence des forces sociales confrontées à la malédiction des liens du sang.

### Box-office
- France : 377 182 entrées[26]